# Saint-Félix, Lot
Saint-Félix är en kommun i departementet Lot i regionen Occitanien i södra Frankrike. Kommunen ligger i kantonen Figeac-Est som tillhör arrondissementet Figeac. År 2022 hade Saint-Félix 523 invånare.

## Befolkningsutveckling
Antalet invånare i kommunen Saint-Félix
| Referens: INSEE |